# 諶龍
諶 龍（しん りゅう、チェン・ロン、Chén Lóng、 1989年1月18日 - ）は、中国の男子バドミントン選手。身長188cm。上海茲韋克羽毛球倶楽部に所属。

## 経歴
1989年、中国の湖北省荊州市沙市区で生まれる。1996年、荊州市の少年体育学校に入学。2000年、福建省廈門市に移る。2005年、ジュニア中国ナショナルチームに選出。2006年に中国ナショナルチームに選出。2007年7月、アジアジュニア選手権で優勝。11月、世界ジュニア選手権男子シングルス決勝で日本の田児賢一を破って優勝。
2010年11月、広州アジア大会団体戦で金メダルを獲得。12月、中国オープンの決勝で鮑春来を2-1（9-21、21-14、21-16）で破り、BWFスーパーシリーズの大会で初優勝。2011年、ヨネックスオープンジャパン、デンマークオープン決勝（男子シングルス）で世界ランキング1位のリー・チョンウェイを破って優勝。
2012年、ロンドンオリンピック3位決定戦で韓国の李炫一を破り、銅メダルを獲得。
2014年、2014年世界バドミントン選手権大会で優勝。2015年、2015年世界バドミントン選手権大会で優勝。
2016年、リオデジャネイロオリンピックの男子シングルス決勝で、BWF世界ランキング1位のマレーシア代表リー・チョンウェイを破り優勝。
2021年、東京オリンピックの男子シングルス決勝で、ビクター・アクセルセンにストレートで敗北し、惜しくも銀メダルとなった。
2022年10月、正式に現役引退を表明した。